# 흥덕구
흥덕구(興德區)는 대한민국 충청북도 청주시 북서부에 있는 구이다. 구 명칭은 직지심체요절이 인쇄된 고려 시대 사찰 터인 흥덕사지에서 따왔다. 경부고속도로 청주 나들목, 중부고속도로 서청주 나들목, 충북선 청주역이 있다. 세종특별자치시와 경계를 접하는 서쪽 외곽의 오송읍에는 충북선과 KTX, SRT의 환승역인 오송역이 위치한다.

## 역사
- 1989년 7월 1일: 청주시 서부출장소를 설치하였다. (11개 동)
- 1995년 1월 1일: 구제(區制)가 실시되어 서부출장소를 흥덕구로 승격하였다. (15개 동)
- 1996년 1월 1일: 수곡동을 수곡1동, 수곡2동으로 분동하였다. (16개 동)
- 2008년 1월 1일: 산미분장동을 산남동, 분평동으로 분동하였다. (17개 동)
- 2014년 7월 1일: 청주시, 청원군의 통합으로 행정구역 변경. 구청은 대농로 88로 임시 이전.
- 2021년 6월 21일: 흥덕구 청주역로 71(강내면 사인리 14-1)에 흥덕구 신청사 개청 및 이전. 기존 임시구청 자리는 흥덕임시보건소가 됨.

## 행정 구역

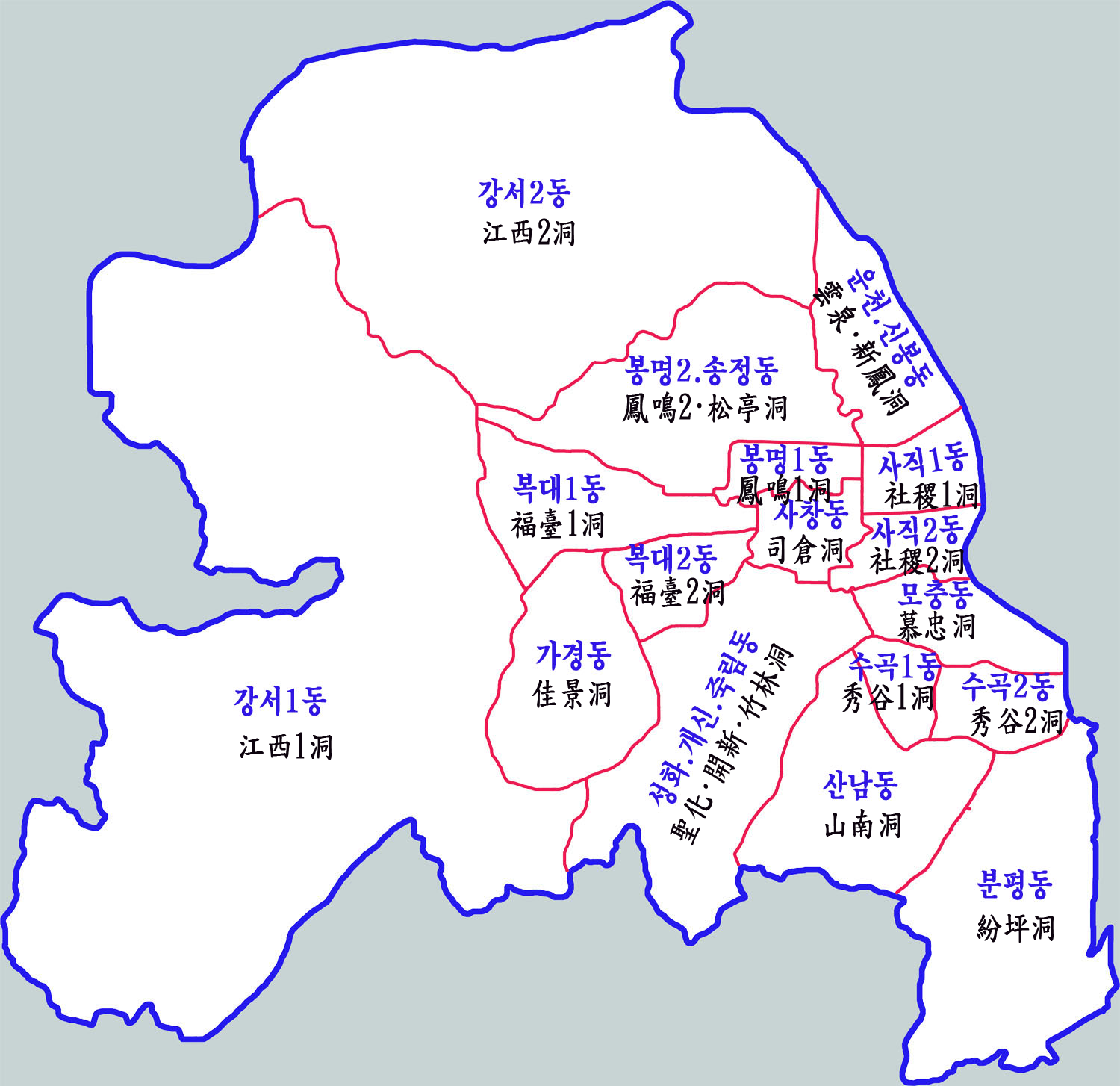
청주·청원 통합 이전의 흥덕구 행정지도

| 행정동      | 한자         | 면적   | 세대    | 인구    | 행정 구역 |
| ----------- | ------------ | ------ | ------- | ------- | --------- |
| 오송읍      | 五松邑       | 40.74  | 9,631   | 21,946  |           |
| 강내면      | 江內面       | 29.99  | 4,529   | 10,571  |           |
| 옥산면      | 玉山面       | 65.49  | 5,198   | 12,146  |           |
| 운천·신봉동 | 雲泉·新鳳洞  | 2.12   | 8,044   | 19,984  |           |
| 복대1동     | 福臺1洞      | 2.74   | 20,229  | 53,434  |           |
| 복대2동     | 福臺2洞      | 0.94   | 8,697   | 18,045  |           |
| 가경동      | 佳景洞       | 3.31   | 18,882  | 52,084  |           |
| 봉명1동     | 鳳鳴1洞      | 0.78   | 6,101   | 11,935  |           |
| 봉명2송정동 | 鳳鳴2·松亭洞 | 4.73   | 11,984  | 27,275  |           |
| 강서제1동   | 江西第1洞    | 30.7   | 10,461  | 22,616  |           |
| 강서제2동   | 江西第2洞    | 16.61  | 2,435   | 3,890   |           |
| 흥덕구      | 興德區       | 198.27 | 106,191 | 254,106 |           |

## 교육기관
| - 충청대학교 - 한국교원대학교 - 흥덕고등학교 - 봉명고등학교 - 청주고등학교 - 양업고등학교 - 한국교원대학교 부설고등학교 - 오송고등학교 - 서원고등학교 - 충북대학교 사범대학 부설고등학교 - 충북공업고등학교 - 청주외국어고등학교 - 충북예술고등학교 - 가경중학교 - 경덕중학교 - 복대중학교 - 봉명중학교 - 서경중학교 - 솔밭중학교 - 송절중학교 - 오송중학교 - 옥산중학교 - 원평중학교 - 청주남중학교 - 청주여자중학교 - 서현중학교 (충북) - 충북대학교 사범대학 부설중학교 - 가경초등학교 - 강서초등학교 - 경덕초등학교 - 경산초등학교 - 복대초등학교 - 봉덕초등학교 - 봉명초등학교 - 봉정초등학교 - 서경초등학교 - 서원초등학교 - 서현초등학교 - 솔밭초등학교 - 옥산초등학교 - 오창초등학교 - 운천초등학교 - 원평초등학교 - 증안초등학교 - 직지초등학교 - 진흥초등학교 - 청주내곡초등학교 - 청주흥덕초등학교 - 풍광초등학교 |

## 교통

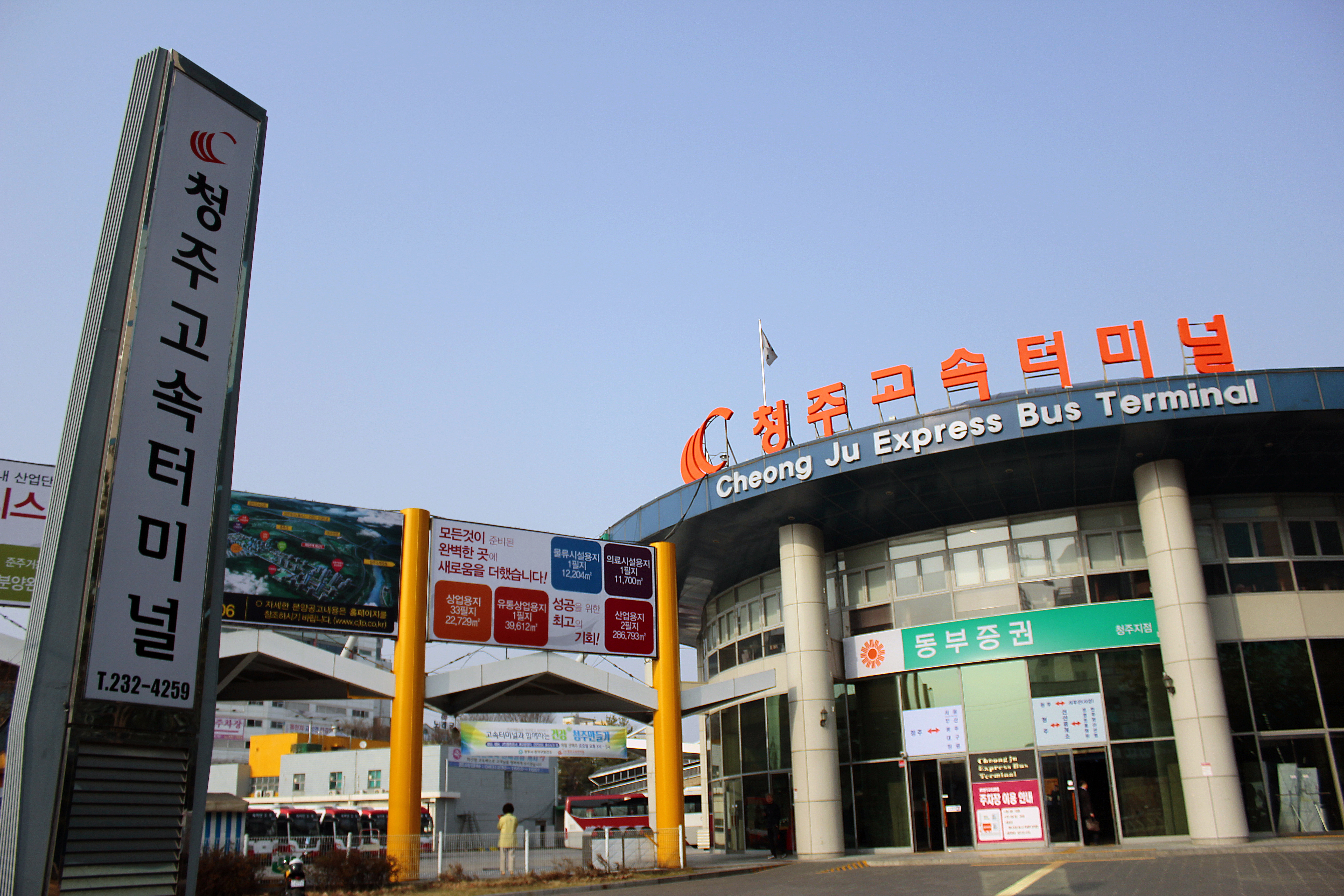
청주고속버스터미널

- 경부고속철도, 호남고속철도, 충북선 오송역
- 충북선 청주역
- 청주고속버스터미널
- 청주시외버스터미널

## 문화·관광
- 흥덕사지: 건물이 현존하지 않으나, 이곳에서 세계에서 가장 오래된 금속활자본인 직지심체요절을 인쇄했다.
- 청주고인쇄박물관[2]
- 청주백제유물전시관[3]
- 부모산
- 한국잠사박물관[4]
- 무심천
- 가로수길

## 방송국
- MBC충북 청주방송국

## 관공서
- 청주출입국관리사무소
- 청주세관
- 국민건강보험공단
- 식품의약품안전처
- 질병관리청
- 식품의약품안전평가원
- 국립보건연구원
- 한국보건산업진흥원
- 한국보건복지인력개발원
- 중소기업진흥공단
- 한국산업안전보건
- 한국가스안전공사
- 중소기업협동조합
- 교통전리단
- 충북지방조달청
- 충북소방본부
- 청주서부소방서
- 충청북도 보건환경연구원
- 국민건강보험공단
- 충청북도중소기업 종합지원센터
- 청주세무서
- 대한적십자사충북지사
- 인구보건복지협회
- 환경시설관리공사
- 충청북도선거관리위원회
- 대한건설기계안전관리원
- 충북건설기계검사소
- 농수산물유통공사
- 청주산업단지 관리공단
- 청주기상대